# 阿德里亚诺·弗拉西内利
阿德里亚诺·弗拉西内利（義大利語：Adriano Frassinelli，1943年4月11日—），意大利前男子雪车运动员。他曾代表意大利参加1972年冬季奥林匹克运动会雪车比赛，获得男子四人银牌。